# Wangan jungle
Wangan jungle (湾岸JUNGLE, Wangan janguru) est un manga de Yumi Tamura. Recueil de trois nouvelles, il n'est pas publié en français.
Résumé des nouvelles :

## 湾岸JUNGLE (wangan janguru)
Kanoe Kyôzuka (京塚かのえ) et Konoe Ozaki (尾崎このえ), dix-huit ans, reçoivent une lettre d'un ancien camarade de maternelle. Celui-ci veut les revoir et les invite dans le parc d'attractions « wagan jungle » (湾岸JUNGLE), situé sur une île accessible par un seul pont, fermé la nuit.
S'y rendant, Kanoe et Konoe passent une très agréable journée, mais ne voient pas leur camarade. Au moment de rentrer, ils s'effondrent de fatigue et se réveillent au milieu de la nuit dans une poubelle. Ils s'aperçoivent que leurs portables ont disparu et qu'ils sont bloqués sur l'île jusqu'au lendemain.
Surgit un chien à l'air méchant, tenant dans sa gueule une lettre qui les invite à participer à un jeu. Ils doivent se rendre à un certain magasin dans une demi-heure, sous peine d'être dévorés par le chien.
Commence alors une longue nuit d'angoisse pour les deux adolescents.

## パイナップル３ (painappuru surî)
Haruhiro (春寛), Fuyumi (冬美) et Natsukichi (夏吉), cousins, viennent d'avoir dix-sept ans. Convoqués par leur grand-père, ils doivent se soumettre à la traditionnelle épreuve de leur famille, les Kanenari (金成).
Tous trois se rendent dans un gigantesque hôtel sous-marin construit par leur grand-père, et doivent y travailler plusieurs jours comme simples employés.
Mais des meurtres se produisent dans ce palace...

## ジャングルBOX (janguru bokkusu)
Un an après leur expérience dans le parc d'attractions, Kanoe et Konoe décident de faire un petit boulot d'été pour partir en voyage. Ils choisissent d'être nettoyeurs passant après la police sur les lieux de crimes, pour nettoyer le sang et les traces.
Lors de leur première mission, ils se retrouvent coincés dans un ascenseur avec un inconnu. Cela sera pour eux l'occasion d'une introspection de leur relation.